# Werner Ekman
Werner Ekman (n. 15 mai 1893, Rantasalmi, Marele Principat al Finlandei, Imperiul Rus – d. 3 octombrie 1968, Seinäjoki, Vaasa Province⁠(d), Finlanda) a fost un trăgător de tir ce a reprezentat Finlanda, medaliat olimpic. A participat la o ediție a Jocurilor Olimpice (1924) în care a câștigat o medalie de bronz.

## Participări
Lista de mai jos prezintă principalele competiții la care a participat Werner Ekman de-a lungul carierei.
- shooting at the 1924 Summer Olympics – men's team clay pigeons[*]